# Amalio Gimeno y Cabañas

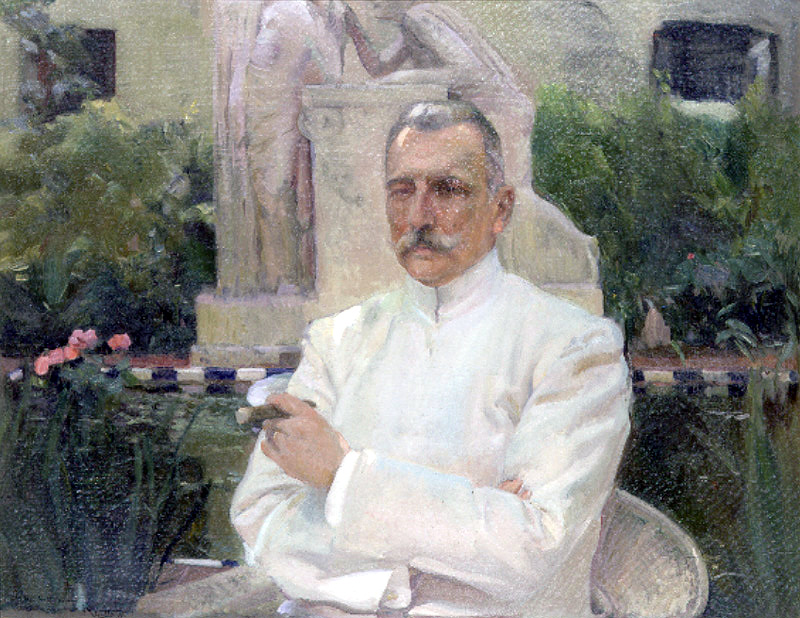
Joaquín Sorolla, 1919, Porträt D. Amalio Gimeno.

Amalio Gimeno y Cabañas, Graf von Gimeno, (* 31. Mai 1852 in Cartagena; † 13. September 1936 in Madrid) war ein spanischer Arzt, Wissenschaftler und Politiker. Er bekleidete die Ämter des Unterrichtsministers, Marineministers, Innenministers, Entwicklungsministers und Außenministers.

## Leben und Wirken

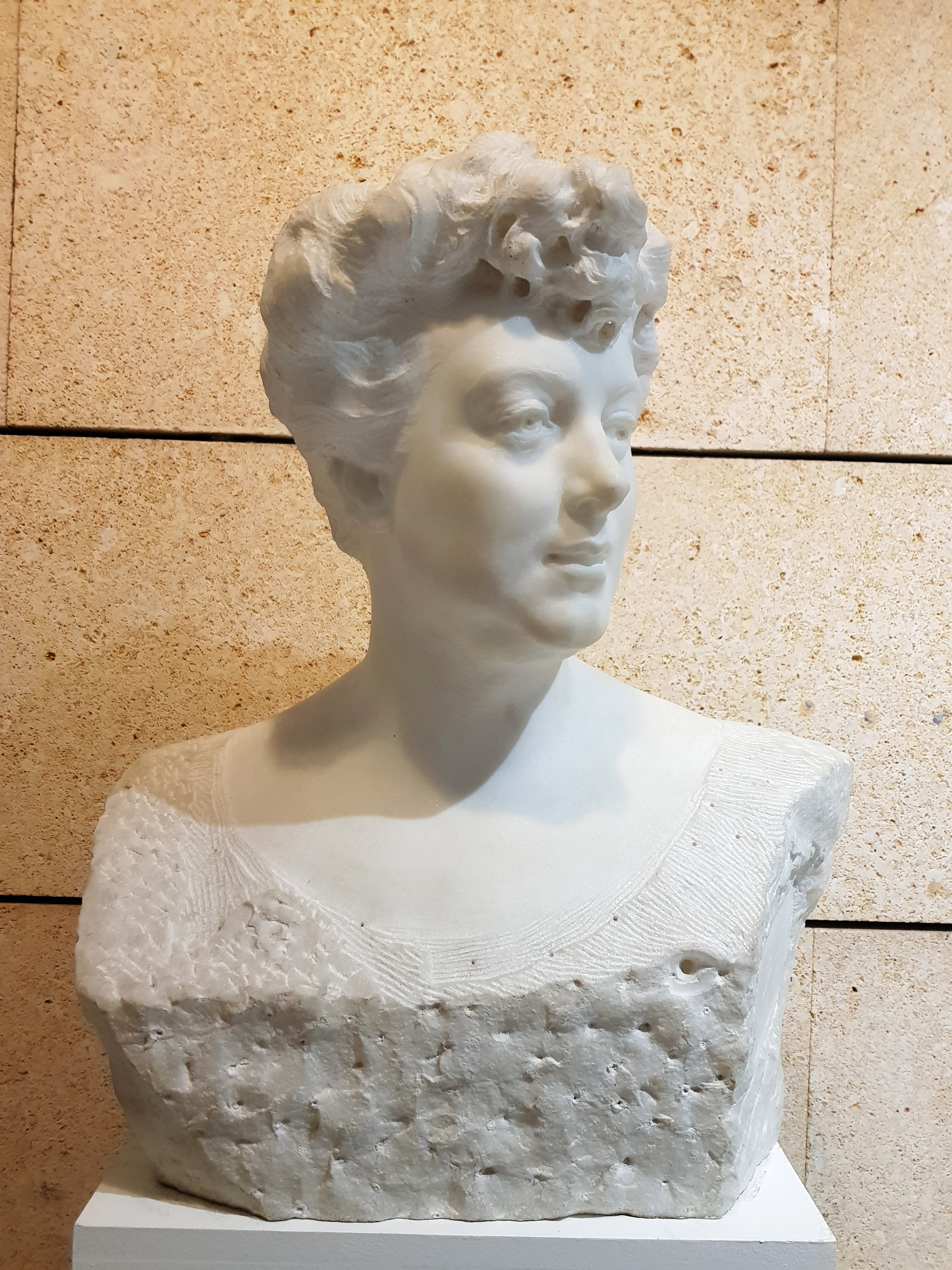
Die Ehefrau, Contessa Concepción Gimeno.

Amalio Gimeno studierte Medizin in Madrid und wurde 1875 Ordinarius für Pathologie an der Universität Santiago de Compostela. Von 1877 bis 1888 lehrte er an der Universität Valencia, 1888 erhielt er den Hygiene-Lehrstuhl in Madrid und wechselte dort 1891 wieder auf den dortigen Pathologie-Lehrstuhl. Während der spanischen Choleraepidemie von 1885 zeichnete er sich, im Gefolge der Theorien von Koch und Ferrán, durch sein Eintreten für Massenimpfungen aus.
Zu Gimenos zahlreichen Würden zählten die Präsidentschaft der Real Academia Nacional de Medicina und die Mitgliedschaften der Real Academia Española, der Real Academia de Ciencias und der Academia de Bellas Artes.
Als Politiker gehörte er dem Partido Liberal an und wurde 1886 als Abgeordneter der Provinz Valencia ins Abgeordnetenhaus gewählt. Von 1893 bis 1908 entsandte ihn die Universität Valencia in den Senat, woraufhin er zum Senator auf Lebenszeit ernannt wurde und 1910–11 als Vizepräsident des Oberhauses fungierte. Etwa fünfzehn Jahre hindurch war Gimeno in den verschiedensten Funktionen Minister in zumeist kurzlebigen Kabinetten.
Als Kulturminister (6. Juli bis 4. Dezember 1906) in einem Kabinett von José López Domínguez legte er die Grundlage für die Schaffung der Junta para Ampliación de Estudios. Dasselbe Ministeramt übte er vom 3. April 1911 bis zum 12. März 1912 in einer Regierung unter Canalejas aus. Er war unter anderem auch zwei Mal Marineminister, vom 31. Dezember 1912 bis zum 27. Oktober 1913 unter dem Conde de Romanones und vom 3. November 1917 bis zum 22. März 1918 in einem Kabinett García Prieto.
Sein letztes Ministeramt als Entwicklungsminister übte er vom 12. Dezember 1919 bis zum 14. Februar 1920 unter Allendesalazar aus. 1920 wurde ihm der erbliche Titel Conde de Gimeno verliehen. 1923 war er Delegierter Spaniens bei der vierten Konferenz des Völkerbundes.